# Caparo T1
El Caparo T1 es un Prototipo de automóvil superdeportivo británico biplaza con tracción trasera y motor central, construido por la empresa Caparo usando tecnologías de vehículos de competición. La empresa fue fundada por el director de diseño Ben Scott-Geddes y director de ingeniería Graham Halstead, quienes habían participado en el pasado en el desarrollo del McLaren F1. El T1 está inspirado en el diseño de los autos de Fórmula 1, y su objetivo es convertirse en un vehículo de competición para la calle legal y asequible. Los planes iniciales eran que el T1 entró en etapa de producción a mediados del año 2008 a un precio de unos 480000 $ dólares norteamericanos o € 328000,.

## Descripción
El T1 tiene un peso en seco de 550 kg, mide 406 centímetros de largo y posee un ancho total de 199 centímetros, una altura de 1076 milímetros y una distancia entre ejes de 290 centímetros. Tiene un depósito de combustible con una capacidad de 55 litros.

### Exterior
El exterior del T1 se asemeja al de un prototipo de carreras o coche de carreras de resistencia. Cuenta con un cuerpo construido en fibra de carbono con un diseño aerodinámico con muy bajo coeficiente de arrastre, compuesto por distintas secciones individuales, con un faldón delantero ajustable de dos elementos, un alerón de un solo elemento en su parte posterior, y solapas fowler, y un difusor de efecto suelo, lo que permite crear 875 kg de fuerza descendente a 240 kilómetros por hora. Los alerones son intercambiables entre versiones para carretera y para pistas de carreras. Es un coche muy parecido al Red Bull X1 de la empresa de juegos Polyphony Digital, autora del juego Gran Turismo.

### Interior
El interior del T1 tiene una configuración de dos asientos, carece de comodidades y lujos para reducir el peso. El asiento del pasajero se encuentra algo más atrás del asiento del conductor, lo posibilita ubicar los asientos más cerca uno del otro, lo que reduce el ancho total. Dispone de un sistema de protección de la cabeza, arneses de seis puntos para el conductor y pasajero, compatible con un dispositivo HANS, y está diseñado con una celda central de seguridad constituida por un arco de acero de alta resistencia con un sistema contra incendios. El tablero es del tipo multifunción con almacenamiento de información de carrera y sensores de velocidad  para el control de tracción y control de partida.

### Chasis

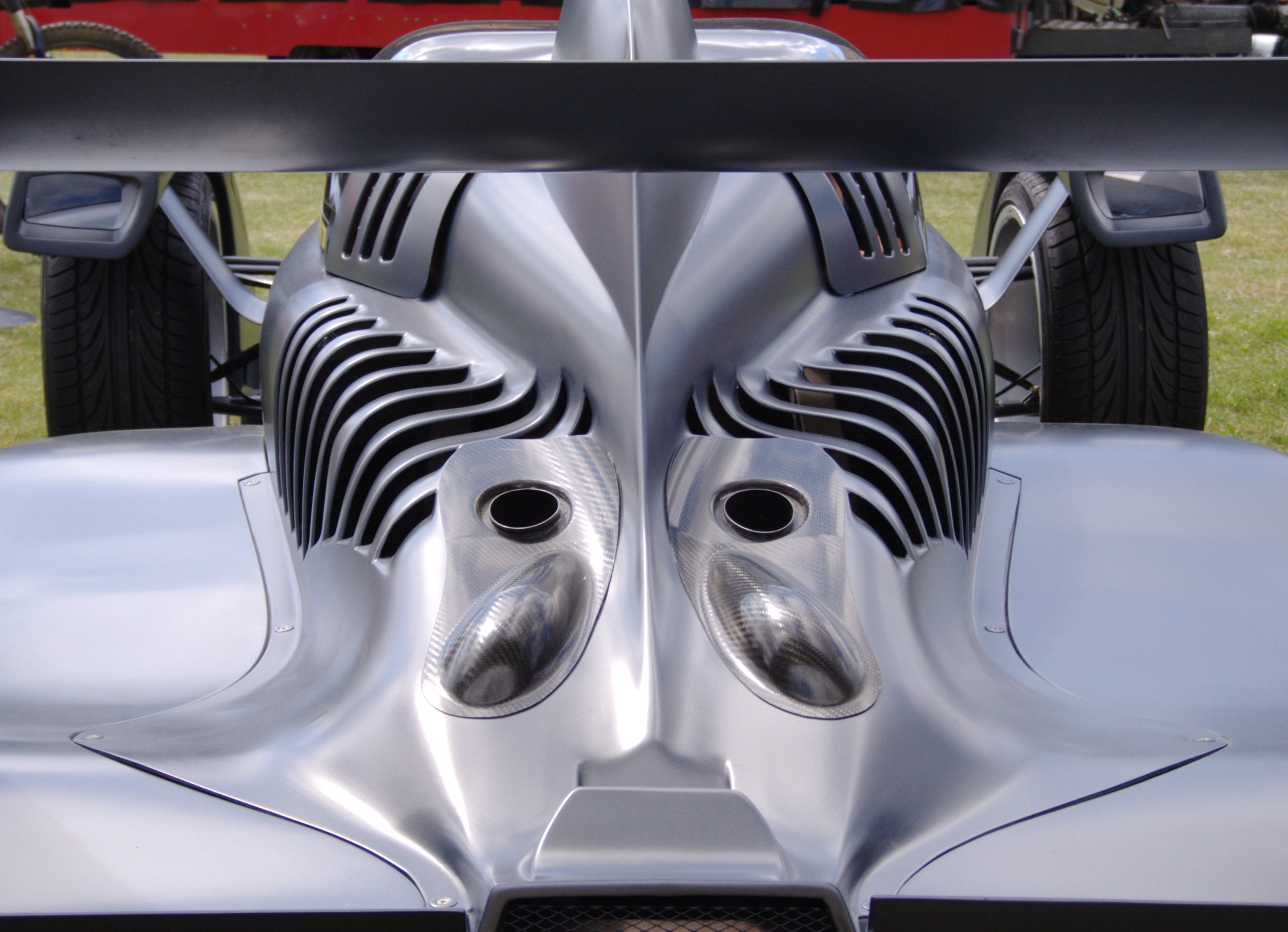
Zona posterior del T1 con sus caños de escape y alerón de cola, es evidente el estilo inspirado en la Fórmula 1.

El chasis de la T1 se compone de una estructura monocasco tipo panel de abeja de fibra de carbono y aluminio, con un frente fabricado en material compuesto para absorber el efecto de choques y una estructura tubular trasera. La suspensión es de doble wishbone a sintonizar con el diseño anti-roll bar, delante y detrás, y cinco de carrera de forma ajustable amortiguadores. El sistema de frenado se compone de discos de freno de acero de 355 milímetros  de diámetro, con seis pistones y cuatro calibradores de pistones delante y detrás, respectivamente. El sesgo de freno de pedal cuadro es totalmente ajustable. Las llantas de las ruedas son de aluminio de 10 por 18 pulgadas (250 mm × 460 mm) y 11 por 19 pulgadas (280 mm × 480 mm) para adelante y detrás, respectivamente, utilizando neumáticos Pirelli P Zero Corsa. Como equipamiento opcional se ofrecen llantas de magnesio de 10 por 18 pulgadas (250 mm × 460 mm) y 11 por 18 pulgadas (280 mm × 460 mm), para las ruedas delanteras y traseras, respectivamente.

### Motor
El T1 está provista de un motor V8 Menard de 116 kilogramos, con 32 válvulas, y 3.496 centímetros cúbicos (3,5 L), construido íntegramente de aluminio, aspiración natural o atmosférico, con cilindros montados en bancos a 90° y lubricado mediante un sistema de cárter seco de aceite. El diseño del motor ha evolucionado a través de varios diseños, que incluyeron un motor sobrealimentado más pequeño de 2,4 litros. El diseño elegido finalmente para el vehículo de producción genera una potencia máxima de 575 CV (429 kW / 583 PS) a 10500 revoluciones por minuto y un par máximo de 420 m N a 9000 revoluciones por minuto, con lo que el coche posee una relación potencia/peso de 1045 CV/Tm (779,3 kW/Tm). El motor está controlado por una unidad de control  Pectel SQ6 y el acelerador es controlado mediante un sistema de acelerador-by-wire.
La caja de cambios es de 6 velocidades secuencial, construida en magnesio y carbono que cuenta con una amplia gama de  relaciones de transmisión y utiliza un actuador neumático para realizar los cambios de relaciones, capaz de realizar cambios en menos de 60 milisegundos. Por otra parte, el tren de transmisión incorpora un diferencial de deslizamiento limitado.

### Datos
El T1 es capaz de alcanzar una velocidad máxima de 330 km/h en un bajo descendente de configuración. Arrancando desde parado alcanza una velocidad de 100 kilómetros por hora en menos de 2,5 segundos y 160 kilómetros por hora en menos de 5 segundos, dependiendo de los neumáticos que utilice.